# Zweden op het Eurovisiesongfestival 1994
Melodifestivalen 1994 was de drieëndertigste editie van de liedjeswedstrijd die de Zweedse deelnemer voor het Eurovisiesongfestival oplevert. De winnaar werd bepaald door de regionale jury's. Er keken 3.780.000 mensen op televisie naar deze editie.

## Uitslag
| Nr. | Artiest                         | Liedje                          | Producers van het liedje               | Punten | Plaats |
| --- | ------------------------------- | ------------------------------- | -------------------------------------- | ------ | ------ |
| 1   | Tina Röklander                  | Kom och dela min hemlighet      | Per Andréasson, Anders Dannvik         | 21     | 4e     |
| 2   | Nick Borgen                     | Små minnen av dig               | Pierre Breidensjö, Jörgen Johansson    | 21     | 4e     |
| 3   | Perikles                        | Vill du resa till månen med mig | Bosse Nilsson                          | -      | -      |
| 4   | Gladys del Pilar                | Det vackraste jag vet           | Ingela 'Pling' Forsman, Michael Saxell | 62     | 2e     |
| 5   | Tiffany                         | Håll om mig i kväll             | Tommy Kaså, Anica Olson                | -      | -      |
| 6   | Marie Bergman & Roger Pontare   | Stjärnorna                      | Mikael Littvold, Peter Bertilsson      | 66     | 1e     |
| 7   | Carina Jaarnek & Mikael Jaarnek | Det är aldrig försent           | Kjell-Åke Norén, Christer Johansson    | -      | -      |
| 8   | Jonny Lindé                     | Jag stannar hos dig             | Stephan Berg                           | -      | -      |
| 9   | Jan Höglund                     | Kärlekens vind                  | Arne Höglund                           | -      | -      |
| 10  | Cayenne                         | Stanna hos mig                  | Lilling Palmeklint                     | 61     | 3e     |

## Stemming

### Jury's
| Liedje                     | Luleå | Umeå) | Sundsvall | Falun | Örebro | Karlstad | Göteborg | Malmö | Växjö | Norrköping | Stockholm | Totaal |
| -------------------------- | ----- | ----- | --------- | ----- | ------ | -------- | -------- | ----- | ----- | ---------- | --------- | ------ |
| Kom och dela min hemlighet | 2     | 1     | 4         | 2     | 1      | 2        | 1        | 2     | 2     | 2          | 2         | 21     |
| Små minnen av dig          | 1     | 2     | 8         | 1     | 2      | 1        | 2        | 1     | 1     | 1          | 1         | 21     |
| Det vackraste jag vet      | 6     | 4     | 2         | 8     | 6      | 6        | 4        | 8     | 4     | 6          | 8         | 62     |
| Stjärnorna                 | 8     | 6     | 6         | 6     | 4      | 8        | 8        | 4     | 8     | 4          | 4         | 66     |
| Stanna hos mig             | 4     | 8     | 1         | 4     | 8      | 4        | 6        | 6     | 6     | 8          | 6         | 61     |

## In Millstreet
In Ierland moest Zweden optreden als 1ste, voor Finland. Aan het einde van de puntentelling was Zweden 13de geworden met een totaal van 48 punten.
België deed niet mee in 1994 en van Nederland ontving het 6 punten.

### Gekregen punten

#### Finale
| 12 punten                           | 10 punten   | 8 punten | 7 punten                        | 6 punten    |
| ----------------------------------- | ----------- | -------- | ------------------------------- | ----------- |
|                                     | - Noorwegen |          | - Zwitserland                   | - Nederland |
| 5 punten                            | 4 punten    | 3 punten | 2 punten                        | 1 punt      |
| - Duitsland - Litouwen - Oostenrijk |             | - Malta  | - Estland - Hongarije - IJsland | - Spanje    |

### Punten gegeven door Zweden

#### Finale
Punten gegeven in de finale:
| 12 punten | Hongarije   |
| 10 punten | Ierland     |
| 8 punten  | IJsland     |
| 7 punten  | Noorwegen   |
| 6 punten  | Duitsland   |
| 5 punten  | Portugal    |
| 4 punten  | Malta       |
| 3 punten  | Frankrijk   |
| 2 punten  | Griekenland |
| 1 punt    | Oostenrijk  |